# بخش (تقسیم کشوری)
بخش (به انگلیسی: District) ناحیه، حوزه یا بلوک نوعی تقسیم کشوری است که در فارسی در به صورت گوناگون ترجمه شده‌است و مربوط به تقسیمات کشوری و شهری به کار می‌رود:
- در یکی از معانی آن به هر قسمت از یک شهر یک ناحیه گفته می‌شود.[۱]
- در فارسی تاجیکی واژه ناحیه معادل شهرستان به‌کار می‌رود: (نگا.: ناحیه‌های تاجیکستان).
- در برخی کشورها چندین استان با هم در یک مجموعه قرار می‌گیرند که در فارسی به آن مجموعه‌ها ناحیه گفته می‌شود: نمونه: ناحیه‌های ترکیه.
- گاه تقسیمات کشوری در برخی از کشورها به صورتی است که در ترتیب استان> شهرستان> بخش> دهستان، بین استان و شهرستان، یک تقسیم‌بندی دیگر نیز حضور دارد که در فارسی برای آن واژه ناحیه به‌کار می‌رود.

## ایران
بخش در ایران در مرتبهٔ سوم تقسیمات کشوری قرار دارد؛ ایران به استان، شهرستان سپس بخش تقسیم شده‌است.

## در کشورهای عربی
در کشورهای عربی به آن «مدیریه»‌ و «ولایه» گفته می‌شود و معمولاً در جایگاه سوم هرم تقسیمات آن کشورها قرار دارد.